# ファヴォルスキー転位
ファヴォルスキー転位（ファヴォルスキーてんい、Favorskii rearrangement）はα位に脱離基を持つケトンが塩基の存在下にカルボン酸誘導体に変化する転位反応のことである。
1913年にアレクセイ・ファヴォルスキーによってカルボニル基のα位が臭素で二置換されているケトンが水酸化ナトリウム水溶液中で転位反応を起こしたα,β-不飽和カルボン酸に変化することが報告された。臭素のような脱離基は1つでもこの反応は進行し、この場合には飽和のカルボン酸が得られる。例えば2-ブロモシクロヘキサノンからはシクロペンタンカルボン酸が生成する。また塩基としてアルコキシドを用いた場合にはエステルが、アミンを用いた場合にはアミドが生成する。β-ハロケトンを用いた同様の反応はホモファヴォルスキー転位 (homo-Favorskii rearrangement) と呼ばれる。
この反応は直接的な合成が難しい炭素環骨格を持つ化合物の合成に応用される。
著名な例としてはキュバンの合成に用いられた。

## 反応機構
この反応の機構は2種類存在する。
一般的には以下のような機構で進行する。この機構で進行する転位は正常なファヴォルスキー転位と呼ばれる。
1. まず脱離基が置換していない方のカルボニル基のα位からプロトンが塩基により引き抜かれてエノラートが生成する。
2. 続いて脱離基が脱離して双性イオン中間体が生成する。
3. 双性イオン中間体は電子環状反応により環化してシクロプロパノンを生成する。
4. シクロプロパノンのカルボニル基に対し、塩基が求核剤として求核付加する。
5. シクロプロパン環の大きな歪みのために、通常は脱離能のほとんどないアルキル基がカルバニオンとして脱離してシクロプロパン環が開環する。
6. カルバニオンがプロトン化されて転位生成物となる。

この機構はかさ高いケトンではカルボニル基への求核攻撃が進行しにくいために反応中間体のシクロプロパノンが単離される場合があること、別の方法で合成したシクロプロパノンが塩基により同様の開環反応を行なうことなどから推定されている。
転位の方向性は最後のシクロプロパン環の開裂の段階で決まり、カルバニオンの安定性から置換基の少ない側でシクロプロパン環の開裂が起こる。
そのため、それぞれα位とα'位が脱離基で置換されている基質では同じ生成物を与えることになる。
一方、カルボニル基のα位に水素が存在せずエノラートが生成できない、前述の機構では転位が進行し得ないケトンでもファヴォルスキー転位が進行することも知られている。
このようなケトンでは以下のようなベンジル酸転位に類似した機構で反応が進行していると考えられている。
この機構で進行する転位を特に区別して擬ファヴォルスキー転位 (quasi-Favorskii rearrangement) と呼ぶことがある。
1. カルボニル基に塩基が求核付加する。
2. 脱離基が脱離してカルボカチオンが生成する。
3. カルボニル基に結合していたアルキル基が、ワーグナー・メーヤワイン転位を起こして転位生成物となる。